# Zdenka Tajer
Zdenka Tajer (Tuzla, 13. ožujka 1925. – Rijeka, 10. rujna 2014.) bila je hrvatska kazališna glumica. 

## Životopis
Zdenka Tajer rođena je 1925. godine u Tuzli. Godine 1946. završava Zemaljsku glumačku školu u Zagrebu, te godinu dana poslije dobiva angažman u riječkom kazalištu. Nakon nekoliko izleta u zagrebačko i splitsko kazalište, Tajer se 1952. godine vraća na riječke kazališne daske na kojima ostaje sve do umirovljenja 1982. godine. Igrala je u predstavama dramskog, ali i komično-glazbenog repertoara (Žuža u "Velikoj trci" Milana Grgića i " Alfi Kabilja, 1970.). Za ulogu Rože u Kolarovoj tragikomediji Svoga tela gospodar dobila je Nagradu Grada Rijeke. Posljednju ulogu odigrala je 1990. godine u predstavi Vježbanje života. 
Umrla je 10. rujna 2014. godine u Rijeci.